# Powiat rzeszowski (II Rzeczpospolita)

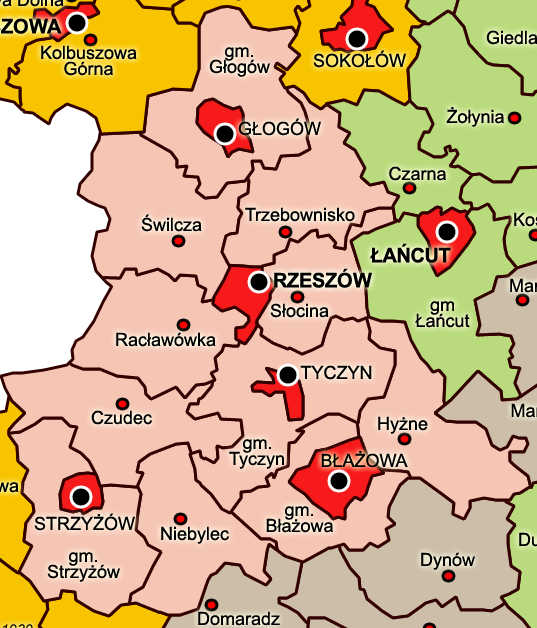

Powiat rzeszowski – powiat województwa lwowskiego II Rzeczypospolitej. Jego siedzibą było miasto Rzeszów. Rozporządzeniem Rady Ministrów z dnia 7 stycznia 1932 zniesiono strzyżowski z dniem 1 kwietnia 1932, a jego terytorium włączono do powiatu rzeszowskiego. 1 sierpnia 1934 dokonano nowego podziału powiatu na gminy wiejskie.

## Starostowie
- Antoni Koncowicz (1919)[4]
- dr Tadeusz Spiss (-1926)[5][6]
- dr Artur Friedrich (1927[7]-[8]-1933[9])
- Mieczysław Panglisz (1936)[10][11][12][13]
- Stefan Bernatowicz (1937-)[14]

## Gminy wiejskie w 1934 r.
- gmina Głogów
- gmina Trzebownisko
- gmina Świlcza
- gmina Racławówka
- gmina Słocina
- gmina Tyczyn
- gmina Hyżne
- gmina Błażowa
- gmina Czudec
- gmina Strzyżów
- gmina Niebylec

## Miasta
- Głogów
- Tyczyn
- Błażowa
- Strzyżów
- Rzeszów